# 菲舍爾灣
67°31′S 145°45′E / 67.517°S 145.750°E
菲舍爾灣是南極洲的海灣，位於喬治五世地，寬23公里，由澳大利亞探險家率領的探險隊發現，以該國總理命名，現時由南極條約體系管理。